# Donald Alexander Smith
Pour les articles homonymes, voir Smith.

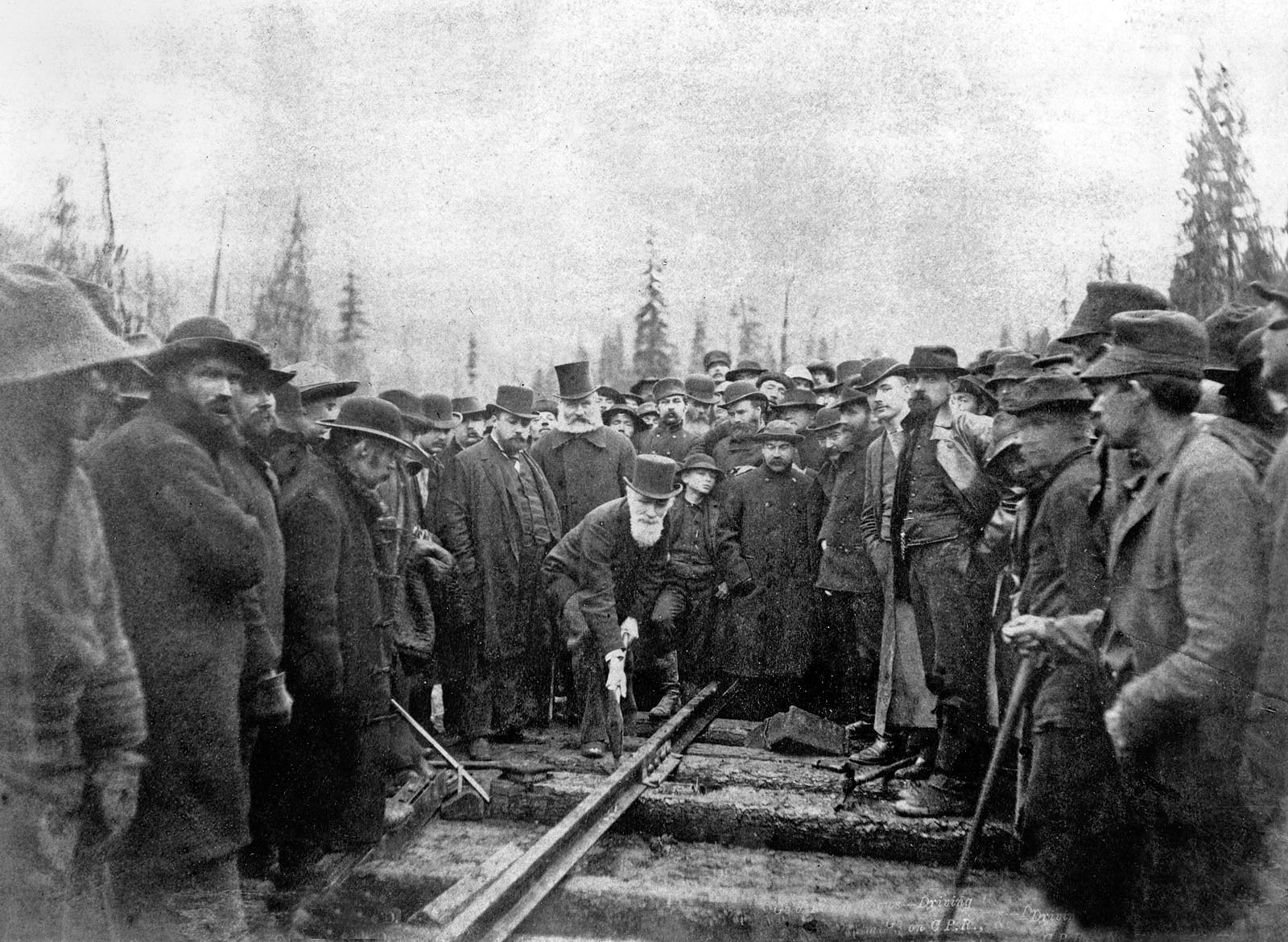
Donald Alexander Smith fixant le dernier chevron du Chemin de fer Canadien Pacifique.

Donald Alexander Smith (6 août 1820 en Écosse - 21 janvier 1914 à Londres) est un négociant de fourrure, financier, magnat du chemin de fer, homme politique et philanthrope canadien. En hommage à ses actions, il est nommé baron Strathcona et Mont-Royal.

## Biographie
Né en Écosse, Donald Alexander Smith entre très jeune au service de la Compagnie de la Baie d'Hudson. En 1862, il est agent principal dans le district du Labrador, et en 1870, il est nommé président du conseil du département du Nord de la Compagnie de la Baie d'Hudson. Smith profite du développement du Nord-Ouest et de son influence auprès du gouvernement canadien pour multiplier les investissements dans diverses entreprises, notamment des compagnies de transport ferroviaire. Donald Smith et son cousin, George Stephen, participent au financement du chemin de fer du Canadien Pacifique et en retirent de gros bénéfices.
Il est député fédéral de Montréal-Ouest entre 1887 et 1896 et multiplie les présences au sein de nombreux conseils d'administration d'entreprises basées à Montréal. Il est président des conseils d'administration de la Banque de Montréal, de la London and Lancashire Life Assurance Company et de plusieurs autres firmes. Il habite une somptueuse résidence sur le boulevard Dorchester. 
Il partage une portion de sa fortune avec ses concitoyens en faisant en 1887 un don d'un million de dollars pour la construction d'un nouvel hôpital à Montréal : le futur hôpital Royal Victoria. L'Université McGill bénéficie aussi largement de la fortune de Smith, qui verse au total plus d'un million de dollars pour la construction de nouveaux pavillons et l'implantation de nouvelles facultés, dont un collège pour femmes, le Royal Victoria College. Il est chancelier de l'université de 1889 à 1914.
Au printemps 1897, il est élevé à la pairie et devient Lord Strathcona. Lors de la seconde guerre des Boers, il débourse plus d'un million de dollars pour équiper un régiment intégré à l'armée britannique. Il est gouverneur de la Compagnie de la Baie d'Hudson de 1889 à 1914.
Bibliothèque et Archives Canada maintient le fonds Donald-Alexander-Smith. 

### Collectionneur d'art
Donald Alexander Smith est aussi un très important collectionneur d'art. La plupart de ses œuvres sont présentées au Salon de Paris ou à la Royal Academy of Arts. Il est président de l’Art Association of Montreal en 1891. Sa collection d'objets d'art est immense et comprend notamment un vaste choix de pièces orientales. Les biens meubles conservés dans sa maison sont évalués à 550 000 $, dont 219 000 $ en tableaux et 210 000 $ en antiquités japonaises. 
En 1927, son petit-fils donne une collection de plus de 300 objets, dont 150 tableaux, à l’Art Association of Montreal (l'ancêtre du Musée des beaux-arts de Montréal).